# Distretto di Būlandy
Il distretto di Būlandy  (in kazako: Бұланды ауданы) è un distretto (audan) del Kazakistan con  capoluogo Makinsk.